# U 165 (Kriegsmarine)
De U 165 was een U-boot van de Duitse Kriegsmarine tijdens de Tweede Wereldoorlog. De U 165 was een type IXC U-boot die onder leiding stond van korvetkapitein Eberhard Hoffmann. 

## Ondergang
De U 165 werd op 27 september 1942 in de Golf van Biskaje, ten westen van Loriënt, in positie 47° 0′ 0″ NB, 5° 30′ 0″ WL door dieptebommen van een Vickers Wellington uitgerust met het Leigh Light-radar-zoeksysteem tot zinken gebracht. (Squadron Q/311 RAF (Czech group). Er vielen 51 doden, waaronder de commandant Eberhard Hoffmann.